# كتاب العالم الآخر
كتاب العالم الآخر الغامض أو كتاب العالم السفلي هو نص جنائزي مصري قديم من جزئين، النص الموجود على الضريح الثاني في مقبرة وادي الملوك رقم 62، و هي مقبرة الفرعون توت عنخ آمون. و قد تم تفسير معنى الكتاب على أنه يغطي مواضيع خلق وشروق الشمس؛ ومع ذلك، فإن المعنى الحقيقي للكتاب غير معروف نظرا لاستخدام الرسوم التوضيحية المشفرة للحفاظ على سرية العديد من الصيغ الموجودة فيه. و ينقسم كتاب الآخرة (أو كتاب العالم السفلي) إلى ثلاثة أقسام تتضمن في نصوصاً جنائزية أخرى، مثل كتاب الموتى وكتاب الآخرة . و تم العثور على كتب غامضة أخرى في مقابر رمسيس التاسع ورمسيس الخامس.

## دمقرطةالعالم الآخر
انتشار المعرفة التخصصة بالعالم السفلي هو أحد المييزات التي ميزت الاختلاف في المراتب والطبقات، والتي كانت سمة واضحة في طقوس الدفن المصرية. فهناك نمط واضح من التوسع من أعلى إلى أسفل خلال الطبقات (من الحاكمة إلى عامة الشعب) على مر الزمن. فهذه النصوص وضعت أصلا لمساعدة الملوك وغيرهم من أفراد الأسرة المالكة ليعيشوا إلى الأبد أصبحت بشكل تدريجي متاحة لمجموعة أوسع من الناس. كما أصبحت مجموعة معينة من التعاويذ متاحة بشكل أكثر وعلى أوسع نطاق، وقد تم إجراء مزيد من البحوث في طبيعة العالم السفلي لاستخدامها من قبل الملوك فقط . وفي وقت لاحق، حتى هذه النسخة الجديدة من المعرفة أصبحت متاحة لمجموعة أوسع من الناس.
هذه الظاهرة التي سماها عالم المصريات جيمس برستد "دمقرطة العالم السفلي"، وقعت على الأقل مرتين في تاريخ مصر الطويل. وشملت المرحلة الأولى النصوص الملكية في الدولة القديمة أصبحت متاحة لطبقات أخرى من الشعب خلال المملكة المصرية الوسطى والحديثة. ووقعت المرحلة الثانية من الديمقراطية عندما استخدمت النصوص الملكية المتاحة لملوك الدولة الحديثة مع طبقات أخرى من المجتمع في وقت مبكر من الأسرة الحادية والعشرين.

### نسخ متعددة

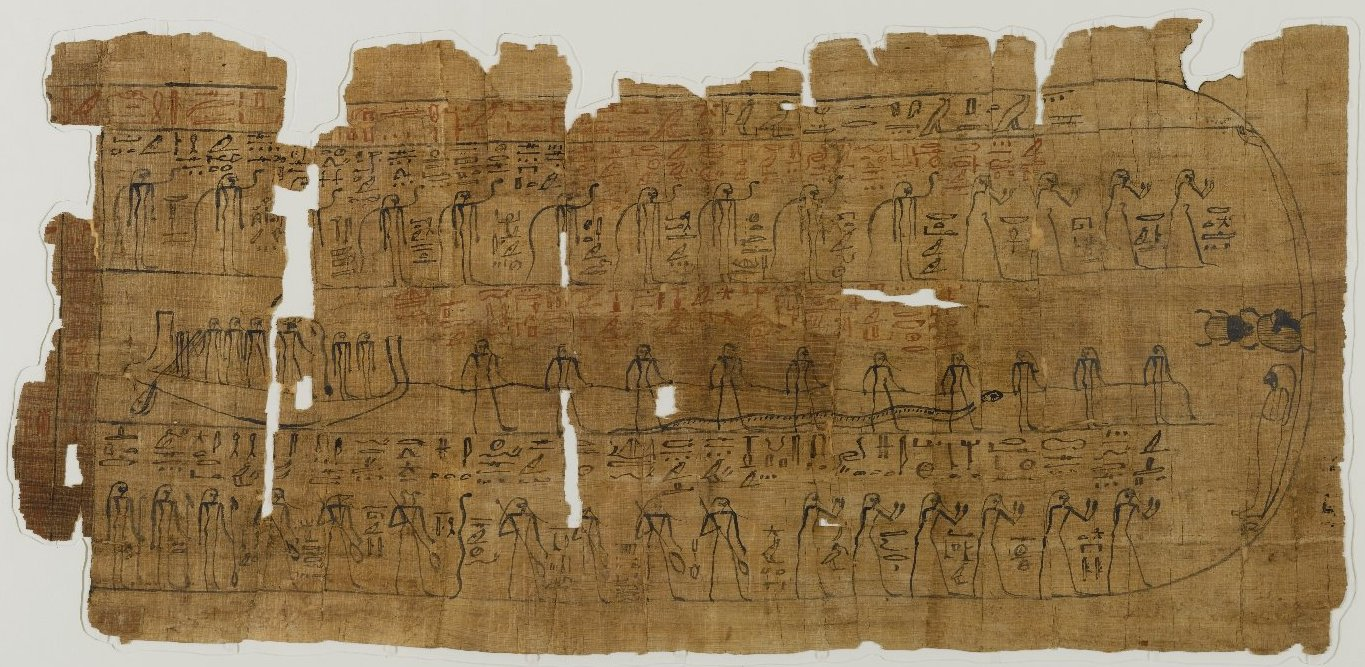
صفحة من كتاب الموتى ، من حوالي 1075 ق.م إلى 945 ق.م، تحت رقم .37.1699E ، من متحف بروكلين.

وكانت هذه النصوص هامة جدا للمصريين. لضمان تجهيز المتوفى بالمعرفة اللازمة للوصول إلى المحاكمة (أمام أوزوريس في العالم الآخر) والبقاء على قيد الحياة، وقد نقشت نصوص من أنواع مختلفة على جدران المقابر وعلى التوابيت، وعلى التمائم الملفوفة في المومياء، وعلى ضمادات لف المومياء، وعلى ورق البردي إما الملفوفة مع مومياء أو الموضوعة بالقرب من التابوت داخل تمثال للإله بتاح-سكر-أوزوريس. فصاحب القبر الذي في الصورة إلى اليسار هو الكاتب الملكي «يوبا»، و كانت هذه التعاويذ لاجتياز البوابات الرابعة والسادسة من العالم السفلي منحوتة في قبره. و كما قلنا كان هذا النوع من المعلومات في السابق متاحاً فقط للملوك.
بشكل عام، وتسمى هذه النصوص «سي آخو» أو «س - آخو» ما يعني «ما يجعل الإنسان يتحول إلى آخ». وأقدم هذه التعاويذ كانت نصوص الأهرام، المنقوشة على الجدران الداخلية لأهرامات الملوك في أواخر الأسرة الخامسة والسادسة من الدولة القديمة. وبحلول عصر الدولة الوسطى، كان الناس في مجموعة متنوعة من الطبقات استطاعوا الوصول إلى هذه النصوص المتخصصة، وسجلوها على أكفانهم. وشملت هذه مجموعة من التعاويذ ما يسمى نصوص التوابيت، فضلا عن خريطة العالم السفلي فيما سمي «كتاب الطريقين»، الذي يسجل مسارات حول التلال الخطيرة والبحيرات النارية التي تحتلها القوى المتوحشة التي يمكن أن تسد الطريق إلى العالم السفلي.
و في عصر الدولة الحديثة، أصبحت محتويات نصوص و نصوص الأهرام متاحة للطبقات المتوسطة من المجتمع من خلال التسجيل على التوابيت وفي كتاب الموتى. وبالتالي أصبحت المواد القديمة أقل حصرية وأكثر انتشاراً، على الرغم من أن الملوك لم يتخلوا أبداً بشكل كليّ عن تعاويذ هامة من هذه المجموعة. ولكن ربما دمقرطة النصوص السابقة تفسر لماذا تم تعزيز المعرفة الخاصة بالملوك بالبحوث المتقدمة والمفصل عن العالم المقبل. فأصبحت النصوص الجديدة مع الرسوم التوضيحية في متناول الملوك، وهي المعروفة بشكل جامع باسم «كتاب العالم الآخر». و بدلا من أن تكون مجموعات من التعاويذ، كما كانت النصوص لتحقيق الحياة الأبدية توضع سابقا، فإن كتاب العالم الآخر يصف ويوضح مسار الشمس بينما تضيء في عالم الموتى خلال الإثني عشر منزلا في الليل (الممثلة لساعات الليل الـ12). و هذه النصوص والرسوم التوضيحية ظلت في الغالب تقتصر على الملوك من بواكير الأسرة الثامنة عشرة و حتى الأسرة الحادية والعشرين. حتى الملكات لم يكنّ يستخدمن جميع هذه الكتب في قبورهن في الفترات السابقة.
و يقسم العلماء كتاب العالم الآخر إلى مجموعتين. اثنين من الكتب السابقة التي كتبت خلال الأسرة الثامنة عشرة، هي كتاب الآخرة وكتاب البوابات، اللذان يشكلان المجموعة. و هناك تسعة كتب أخرى معروفة قدمت بين أوائل عصر الدولة الحديثة و عصر الرعامسة. على الرغم من أن كل منهم التعامل مع اندماج إله الشمس رع مع ملك عالم الموتى (أوزوريس) وهناك اختلافات بينها في التفاصيل.

### المرحلة الثانية
نشر كتاب الآخرة يعتبر نموذجاً عن الطريقة التي وقعت في المرحلة الثانية في التحول الديمقراطي في شؤون العالم الآخر. ففي بداية عهد إما تحتمس الأول (1493-1479 قبل الميلاد) أو ابنته حتشبسوت (1478-1458 قبل الميلاد)، أدرج هذا النص في القبور الملكية، واستمر استخدامه خلال فترة الرعامسة. وفي نهاية عصر الدولة الحديثة، بعد 1075 سنة قبل الميلاد، بدأ النص يظهر في مقابر كهنة آمون في طيبة. فقد نقشوه على التوابيت وعلى أوراق البردي المدرجة في قبورهم. ثم في عهد الأسرة السادسة والعشرون، بالكاد ثلاثمئة سنة بعد ظهور النص في مقابر الكهنة، تم تسجيل نفس النص على جدران مقبرة تابعة لمسؤولين حكوميين آخرين. و تظهر النصوص أيضا في توابيت غير ملكية من الأسرة الثلاثين والعصر البطلمي ينتمون إلى الأفراد الأثرياء من الشعب.
و يعطي كتاب الآخرة وصفا تفصيليا، مع الرسوم التوضيحية، عن الدورة التي تأخذها الشمس خلال الاثنتي عشرة ساعة الليلية في العالم السفلي. ويبين كيف تسافر الشمس في قارب بينما تتعرض لهجوم من الأعداء الذين يحاولون منع الشمس من العودة إلى عالم الأحياء في الصباح. تم ذكر الإله أوزوريس، ولكن في الاختبارات يكون سلبياً وليس في معركة مع أي شيء. أما الموتى الذين يعودون للحياة عندما يكون قارب الشمس في عالمهم، ويعودون إلى النوم عندما تدخل مجددا الشمس في أرض الأحياء مشرقة في الصباح ويبقون نياماً حتى تعود الشمس في نهاية اليوم الأرضي مجدداً لهم.
و كتاب البوابات قد يكون له أصول سابقة عليه، لكن تعود أقدم نسخة معروفة التواريخ إلى عهد حور محب (1319-1292 قبل الميلاد) في نهاية الأسرة الثامنة عشرة. و ظلت قيد الاستخدام من قبل ملوك عصر الرعامسة. كما يوضح كتاب البوابات ما يحدث في الاثنتي عشرة ساعة من الليل، ولكنه يقلل من عدد أفراد طاقم سفينة الشمس عن تلك التي ورد في كتاب الآخرة. وهو يختلف أيضا عن كتاب الآخرة بإضافة بوابة في نهاية كل ساعة وأيضا بتجسيد تام لأوزوريس.
و نمط النصوص الملكية الخاصة بملوك الدولة الحديثة يظهر بشكل متزايد من قبل كبار المسؤولين في الدولة بعد الأسرة الحادية والعشرين وبشكل أوضح أيضا في كتاب الكهوف (كتاب المغارات - كتاب المقابر)، و كتاب الأرض، وكتاب الليلة، وكتاب اليوم، وكتاب نوت . وثمة نمط متغير من الدمقرطة حدث مع أنشودة رع. و مثل كتاب الآخرة، وأنشودة رع لأول مرة التي وصلتنا من وقت مبكر من الأسرة الثامنة عشرة. و قد وجدت في مقبرة تحتمس الثالث (1479-1425 قبل الميلاد). ومع ذلك، أيضا تم استخدامها في وقت واحد مع رئيس وزراء الملك، وسر آمون . و الظهور التالي للنص في المقابر الملكية جاء في عهد سيتي الأول (1290-1279 قبل الميلاد) في الأسرة التاسعة عشرة. و هذا النص، الذي يستدعي الخمسة وسبعين اسماً للإله رع مكرس خصيصا لتوحيد رع وأوزوريس، استمر استخدامه بين كبار المسؤولين في الأسرة الحادية والعشرين.

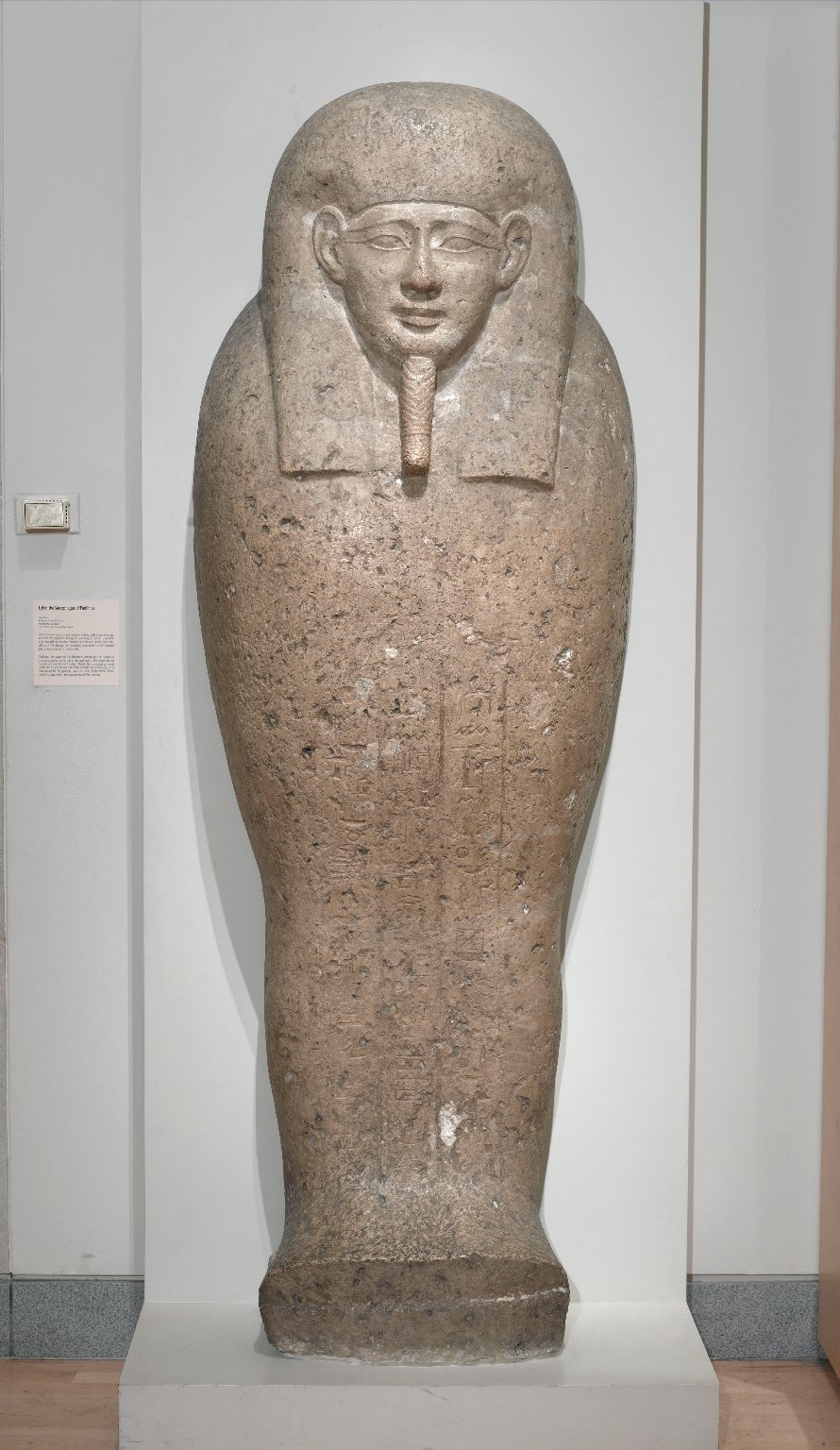
غطاء تابوت يخص با-دي-إنبو ، في الفترة 305-30 قبل الميلاد، 34،1222، متحف بروكلين. كانت التوابيت الحجرية متقنة الصنع متاحة فقط للأغنياء جدا من المصريين. أما الآخرون فاكتفوا بتوابيت مصنوعة من الخشب المحلي والطين أو حتى من القش.

### النصوص الحصرية بشكل دائم
بعض النصوص الملكية لم تصبح لأي شخص متاحة إلا للملوك وحدهم مطلقا. وتشمل هذه المجموعة كتاب العالم الآخر، وهو نص فريد استخدم فقط من قبل توت عنخ آمون (1332-1322 قبل الميلاد). و تم العثور في نفس الحالة على كتاب البقرة السماوية ، و قد تم التعرف عليه لأول مرة من قبر توت عنخ آمون، لكن تواصل استخدامه من قبل ملوك عصر الرعامسة. و ليس هناك أي نسخ معروفة لأي شخص غير ملكي للنص.
وأخيرا، كتاب العبور للخلود الذي يبدو أنه نص بطلمي أصلي كان مستخدماً من قبل كبار المسؤولين في الدولة ولكن لم يستخدم أبدا من قبل الملوك. هذا النص يعطي المتوفى طريقة للوصول لمهرجانات وأعياد واحتفالات آلهة الأرض. و قد كانت المعرفة بالتالي عنصرا هاما في الوصول إلى الحياة الأبدية. مع تحضير الجسد تحضيرا مناسباً بالتحنيط، وتهيأة القبر ومحتوياته، وباتباع السلوك السليم أثناء الحياة، وأخيرا والمعرفة الكافية المتخصصة ما بعد الموت وكيفية التغلب على الصعوبات، وقد شعر المصري القديم على الدوام أنه على أهبة الاستعداد لأن يعيش إلى الأبد.

## هوامش
1. ↑  Bleiberg، Edward (2008). To Live Forever: Egyptian Treasures from the Brooklyn Museum. Brooklyn, NY: Brooklyn Museum. ص. 44–45. اطلع عليه بتاريخ 2014-06-24.
2. ↑  Bleiberg، Edward (2008). To Live Forever: Egyptian Treasures from the Brooklyn Museum. Brooklyn, NY: Brooklyn Museum. ص. 45–48. اطلع عليه بتاريخ 2014-06-24.
3. ↑  Bleiberg، Edward (2008). To Live Forever: Egyptian Treasures from the Brooklyn Museum. Brooklyn, NY: Brooklyn Museum. ص. 48–49. اطلع عليه بتاريخ 2014-06-24.
4. ↑  Bleiberg، Edward (2008). To Live Forever: Egyptian Treasures from the Brooklyn Museum. Brooklyn, NY: Brooklyn Museum. ص. 49–50ssdate=24 June 2014.
5. ↑  Ancient Egyptian Books of the Afterlife by Hornung, Erik 1999Cornell University Press
6. ↑  Life and Death of a Pharaoh: Tutankhamen by Desrochnes-Noblecourt published 1963 New York
7. ↑  An Enigmatic Book of the Netherworld From A Shrine of Tutankhamun by Taylor Ray Ellison

## قراءة متقدمة
- Darnell, John Coleman (2004). The Enigmatic Netherworld Books of the Solar-Osirian Unity. Academic Press Fribourg / Vandenhoeck & Ruprecht Göttingen.  ISBN 3-7278-1469-1 / ISBN 3-525-53055-2